# آتش‌بازی (فیلم ۱۹۴۷)
آتش‌بازی (انگلیسی: Fireworks) یک فیلم به کارگردانی کنت انگر است که در سال ۱۹۴۷ منتشر شد. از بازیگران آن می‌توان به کنت انگر اشاره کرد.